# Terenura humeralis
Terenura humeralis е вид птица от семейство Thamnophilidae.

## Разпространение
Видът е разпространен в Боливия, Бразилия, Еквадор и Перу.